# Чимбайський район
Чимбайський район (кар. Shiʻmbay rayoniʻ; узб. Чимбой тумани, Chimboy tumani) — район в Узбекистані, Республіка Каракалпакстан. Розташований у центральній частині республіки. Центр — місто Чимбай.
Межує на півночі з Муйнацьким, на сході з Караузяцьким, на півдні та заході з Кеґейлійським районами.
Через район протікають канали Кеґейлі, Майяп, Без'яп, Таґ'яп та ін.
Через район проходять автошляхи Тахтакупир — Чимбай — Нукус, Чимбай — Казахдар'я; залізниця Найманкуль — Чимбай.
Населення району 76 422 мешканці (перепис 1989), у тому числі міське — 27 366 мешканці, сільське — 49 056 мешканців.
У 2004 році до складу Чимбайського району була включена частина Бозатауського району (сільський схід Коксу).
Станом на 1 січня 2011 року до складу району входять 1 місто (Чимбай), 1 міське селище (Айтеке) і 11 сільських сходів громадян.
Сільські сходи громадян:
- Бахитли
- Камисарик
- Кенес
- Кизилозек
- Коксу
- Костерек
- Майжап
- Пашентау
- Таґжап
- Тазажол
- Тазґара